# Eleocharis vivipara
Eleocharis vivipara är en halvgräsart som beskrevs av Heinrich Friedrich Link. Eleocharis vivipara ingår i släktet småsäv, och familjen halvgräs. Inga underarter finns listade i Catalogue of Life.